# Emil Friedrich Knoblauch
Emil Friedrich Knoblauch (né le 2 décembre 1864 à Groß Karnitten, arrondissement de Mohrungen (de) et mort le 10 février 1936) est un botaniste allemand auteur de nombreuses descriptions de plantes, des traités et manuels de botanique et d'écologie.

## Publications
- (de) Handbuch der systematischen Botanik (1890).
- (de) Anatomie des Holzes der Laurineen, Inaugural-Dissertati (1888).
- (de) Lehrbuch der ökologischen Pflanzen geographie Eugenius Warming et Emil Friedrich Knoblauch (1896).
- (de) Oleaceae.
- (de) Ökologische Anatomie der Holzpflanzen der südafrikanischen immergrünen Buschregion, Habilitationsschrift (1896)